# Пагода

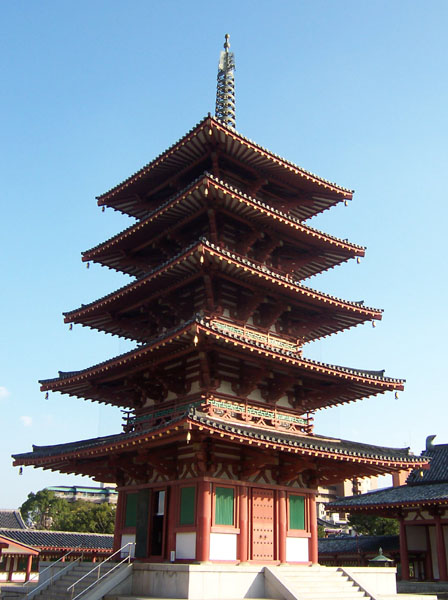
Японська пагода храму Сінтен'одзі (Осака)

Па́года (португальська вимова санскр. भगवत्, бхагават, «священний, славний»; яп. 塔, то; кит.: 寶塔, бао-та, «вежа скарбів») — буддистська чи індуїстська споруда культового призначення. У різних країнах до пагод відносять різні типи споруд.
У Таїланді, М'янмі, Шрі-Ланці, Лаосі, Камбоджі пагодами називають буддистські ступи, які є місцем зберігання священних реліквій або меморіальними комплексами.
У Непалі, північній Індії, Тибеті, Китаї, Кореї, Японії, В'єтнамі та Індонезії, а також країнах Заходу пагодами називають багатоярусні башти, які використовуються як храми або місця молебну.
Вважається, що перші пагоди такого типу з'явилися у Непалі, а згодом були поширені непальськими архітекторами у Східній Азії. Прототипом непальської пагоди є буддистська ступа, яка у країнах буддизму тхеравади досі називається пагодою, попри те, що в інших країнах пагоди та ступи відрізняють одну від одної. У Непалі у формі пагоди будують індуїстські храми.

## Пагоди Китаю
Пагода (як тип споруди) — запозичення в китайській архітектурі, що пройшла довгий шлях свого розвитку. Вважають, що пагода виникла з надмогильного пагорба, що утримувала померлого або священну реліквію (пасмо волосся, зуб, кістку тощо). Перша пагода в Китаї була створена в буддійському храмі Білого Коня і не була збережена.
В Китаї пагода увібрала форми та особливості національної китайської архітектури, особливо з ярусної сторожової вежі (каркасно-стовпчата конструкція, дерев'яні держаки доугонг тощо). Перші китайські пагоди були дерев'яні. Розповсюдження кам'яної архітектури торкнулося і створення пагод, але вони вже відтворювали в камені та цеглі традиційні деталі дерев'яної китайської архітектури. Згодом китайський тип пагоди став характерною ознакою національного пейзажу.

## Сакральне та магічне значення
Пагода в Китаї мала сакральне та магічне значення. Кожне китайське місто обов'язково мало одну велику пагоду. Її будували в північно-східному кутку міста, за уявленнями тієї доби — дивольського напрямку (стародавні міста Китаю відкриті на південь, який вважали благодійним напрямком). Це пов'язане як з холодними вітрами та буревіями з Сибіру, так і постійними нападами варварів з Півночі. Магічні властивості пагод повинні були захищати місто від злих духів Півночі. До того ж високі пагоди слугували пунктами спостережень за місцевістю.

### Пагода Сун'юе
Пагода Сун'юе — найстаріша з китайських пагод, що збереглася до XXI століття. Вона розташована неподалік від одної з п'яти священних гір Китаю і вибудована в 523 році. Вона  нагадує індійську спупу, від якої, власне, походить. Це неподалік від галасливо популярного монастиря Шаолінь, де виник чань-буддизм. Настоятелі монастиря Шаолінь поховані позаду храму в місцині, відомої як Ліс пагод. Поховання кожного з них  відзначене пагодою. Найстаріша серед них налічує 1400 років, наймолодша — створена нещодавно.

### Пагода Диких Гусей

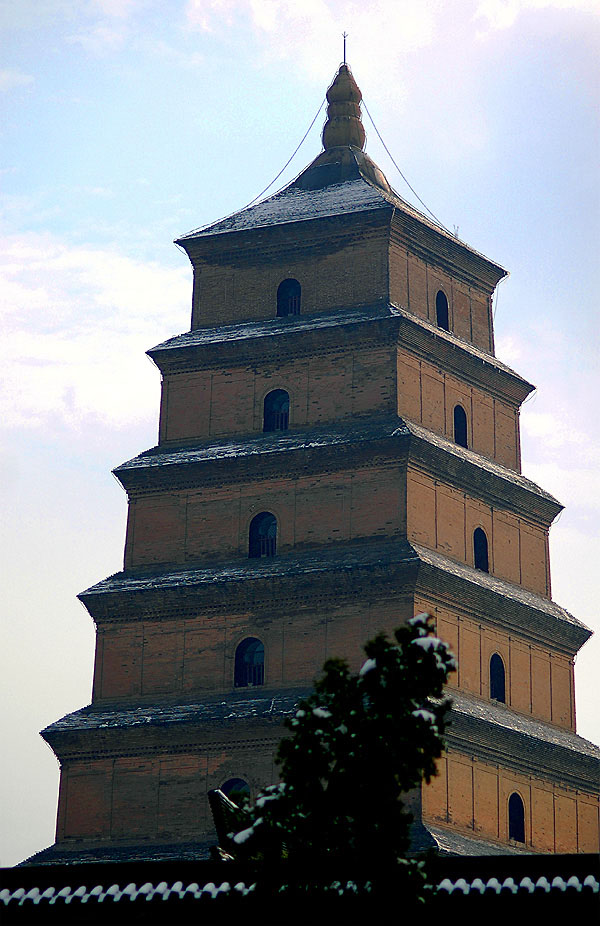
Велика Пагода Диких Гусей у Сіані, Китай, 652—704 роки

Велика Пагода Диких Гусей у Сіані створена 652 року. Первісно вона була вибудувана з дерева. Пізніше її перебудували в камені з цеглою. Пагода має спрощену форму чотирикутних ярусів, стіни позбавлені будь-якого декору, окрім малопомітних пілястр, вікон та карнизів. Пагоду вибудували через особисте прохання ченця Сіаджонга (він — персонаж відомої легенди про царя мавп «Подорож на Захід»). Сіаджонг привіз з Індії буддистські рукописи, які  повинна була зберігати ця пагода. 704 року кількість її ярусів збільшили на два. Кожен її ярус — прямокутний. На близькій відстані пагода справляє враження приземкуватої споруди, що нагадує типову фортечну вежу. Один бік нижнього ярусу Пагоди Диких Гусей дорівнює двадцять п'ять (25) метрів. Яруси поступову звужуються вгору. Її загальна висота шістдесят метрів. Останній, сьомий ярус прикрашений пірамідальним керамічним дахом, який несе маленьку ступу — логічне завершення вертикальної споруди.
Велику Пагоду Диких Гусей створили на низькому пагорбі на тлі гір, що оточують місто.

### Порцелянова пагода

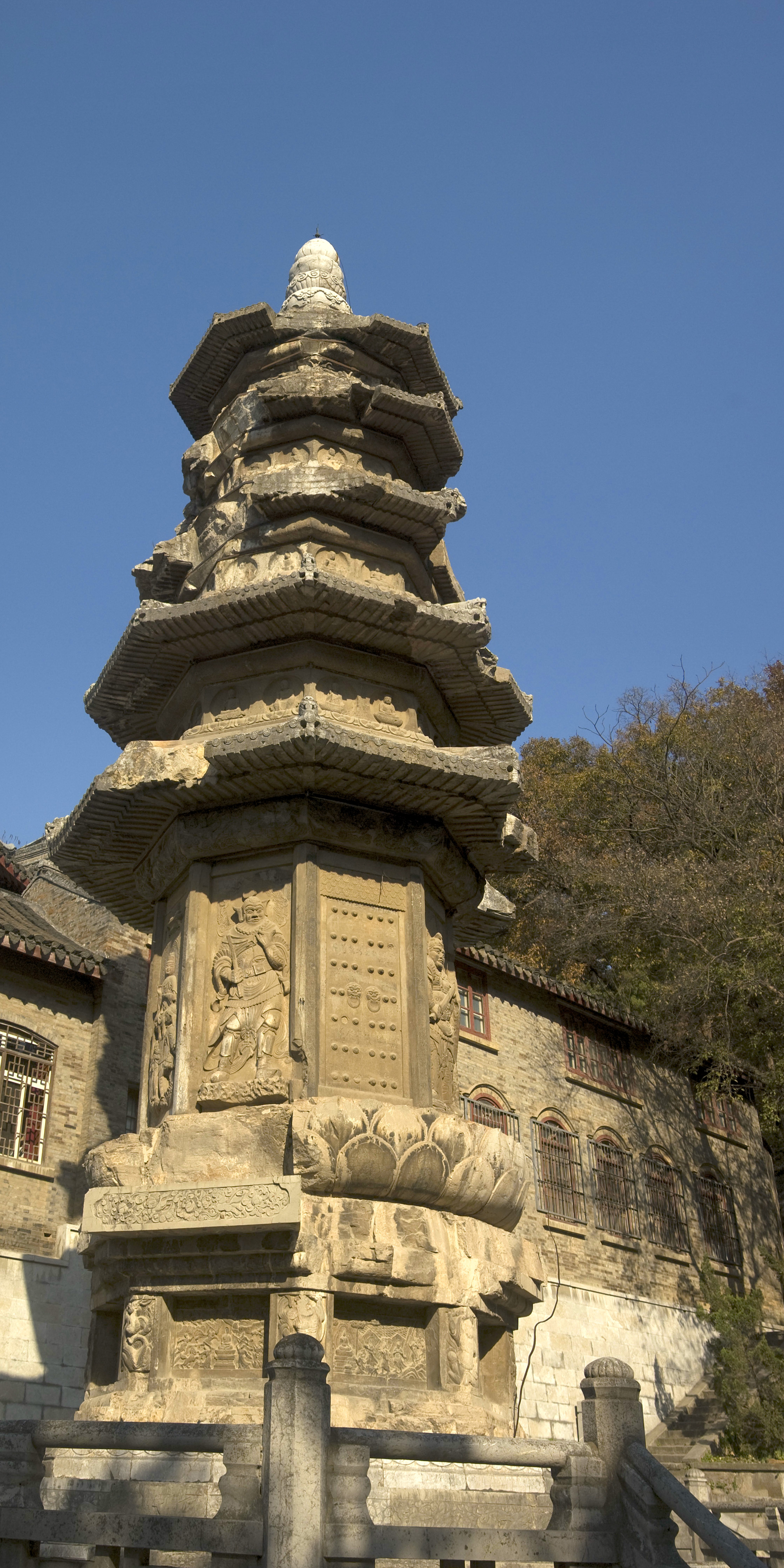
Саріра дагоба, Нанкін, 601 рік

Порцелянова пагода в місті Нанкін створена за наказом імператора Чжу Ді на честь його матері. Він відібрав трон у природного, законного  спадкоємця і постійно демонстрував ревність до культу предків, важливого для китайців. Порцелянова пагода мала дев'ять ярусів (число імператора) і була поруйнована лише у XX столітті. Вона восьмикутна за планом і сприймалась одним з див середньовічного мистецтва Китаю. Порцелянова пагода справила сильне враження і на європейських хижаків-відвідувачів країни, жадібних до скарбів східної імперії. Саме вона стала прообразом для багатьох європейських споруд в стилі шинуазрі.

### Пагоди сунського періоду
Пагоди сунського періоду вже помітно відрізнялись від подібних в попередній період. Їх будують як з дерева, так і з каменю, цегли, бронзи, чавуну. Відмова від традиційного будівельного матеріалу — дерева через пожежонебезпеку. Чотирикутні пагоди залишають в минулому — тепер переважають шестикутні та восьмикутні. Але силует збагачують деталями. Потяг до декоративного багатства зумовив використання надзвичайної кількості дрібних деталей і орнаментів. Типовим зразком подібного типу споруд сунського періоду стала Пагода Пагорб тигра в місті Сучжоу. Вона створена зі світло-сірої цегли, восьмикутна за поземним планом, збудована на горі. Загальна висота Пагоди пагорб тигра — близько п'ятдесяти метрів.

## Відомі пагоди. Галерея

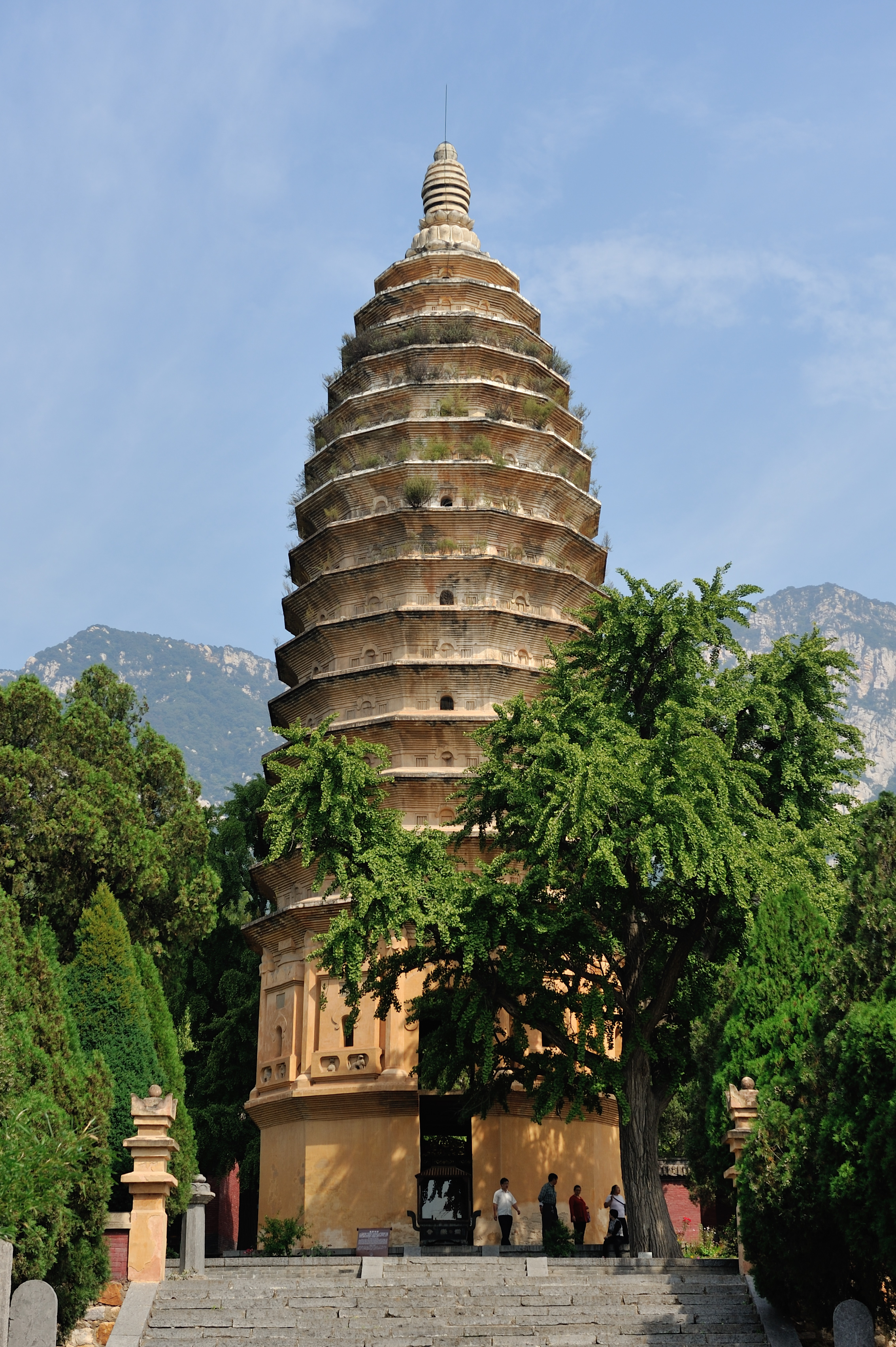
Пагода Сун'юе, найстаріша з існуючих пагод у Китаї, 523 рік
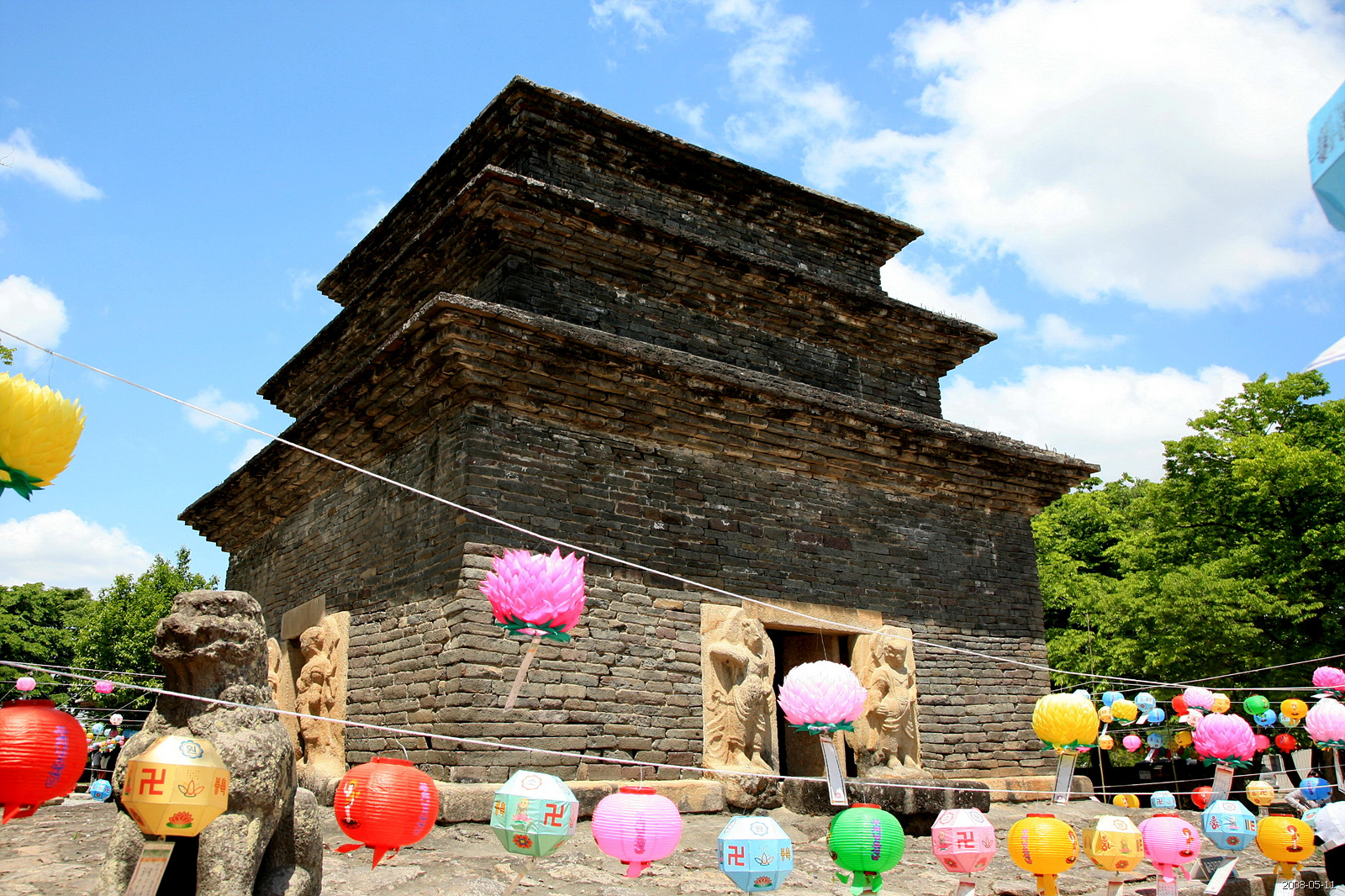
Пагода Пунхвансасоктхап, Кьонджу, Південна Корея, 634 рік
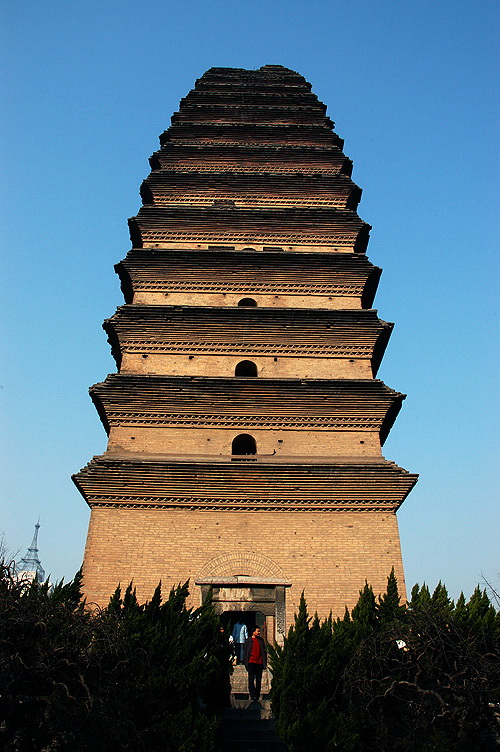
Мала Пагода Диких Гусей у Сіані, Китай, 709 рік
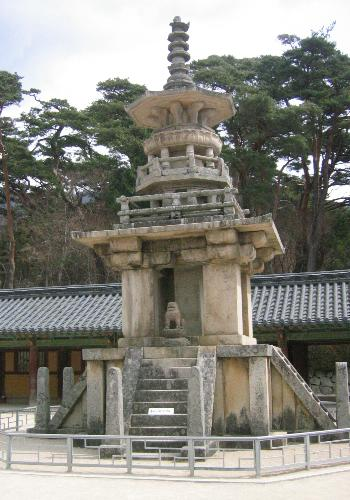
Пагода Таботхап, Кьонджу, Південна Корея, 751 рік
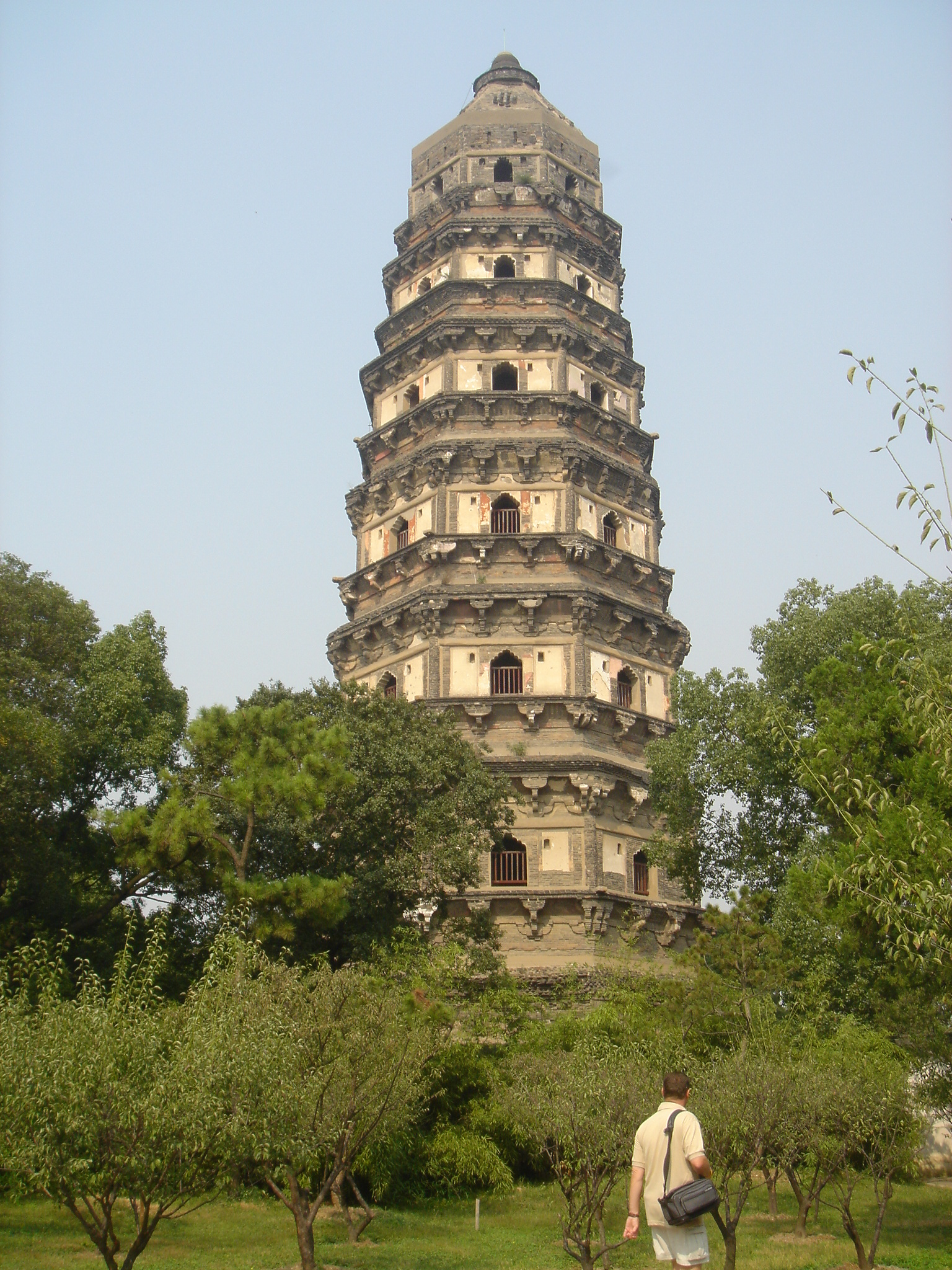
Пагода Пагорб тигра, Сучжоу, Китай, 907—961 рр.
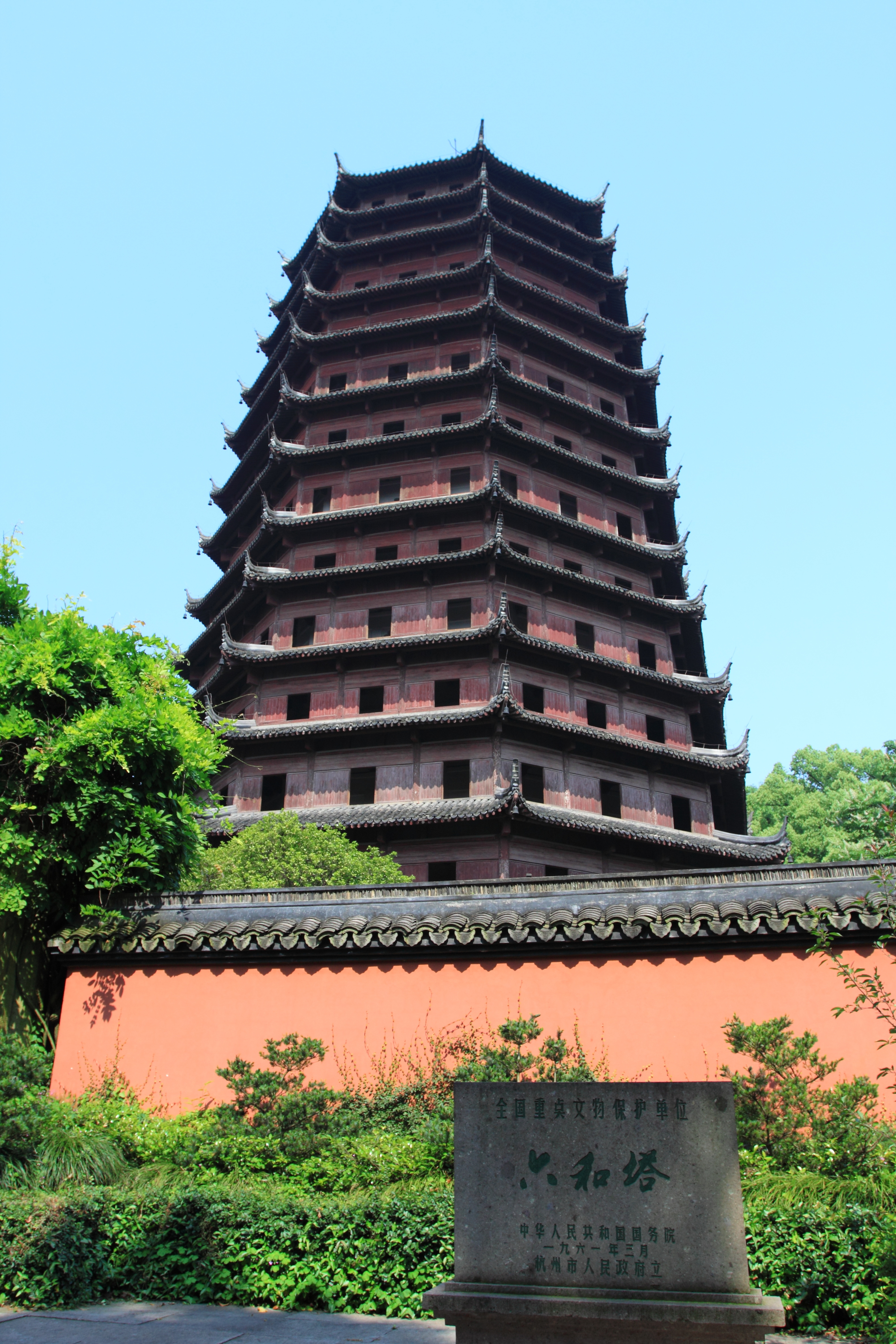
Пагода Люхета, Ханчжоу, Китай, 970/1165 роки
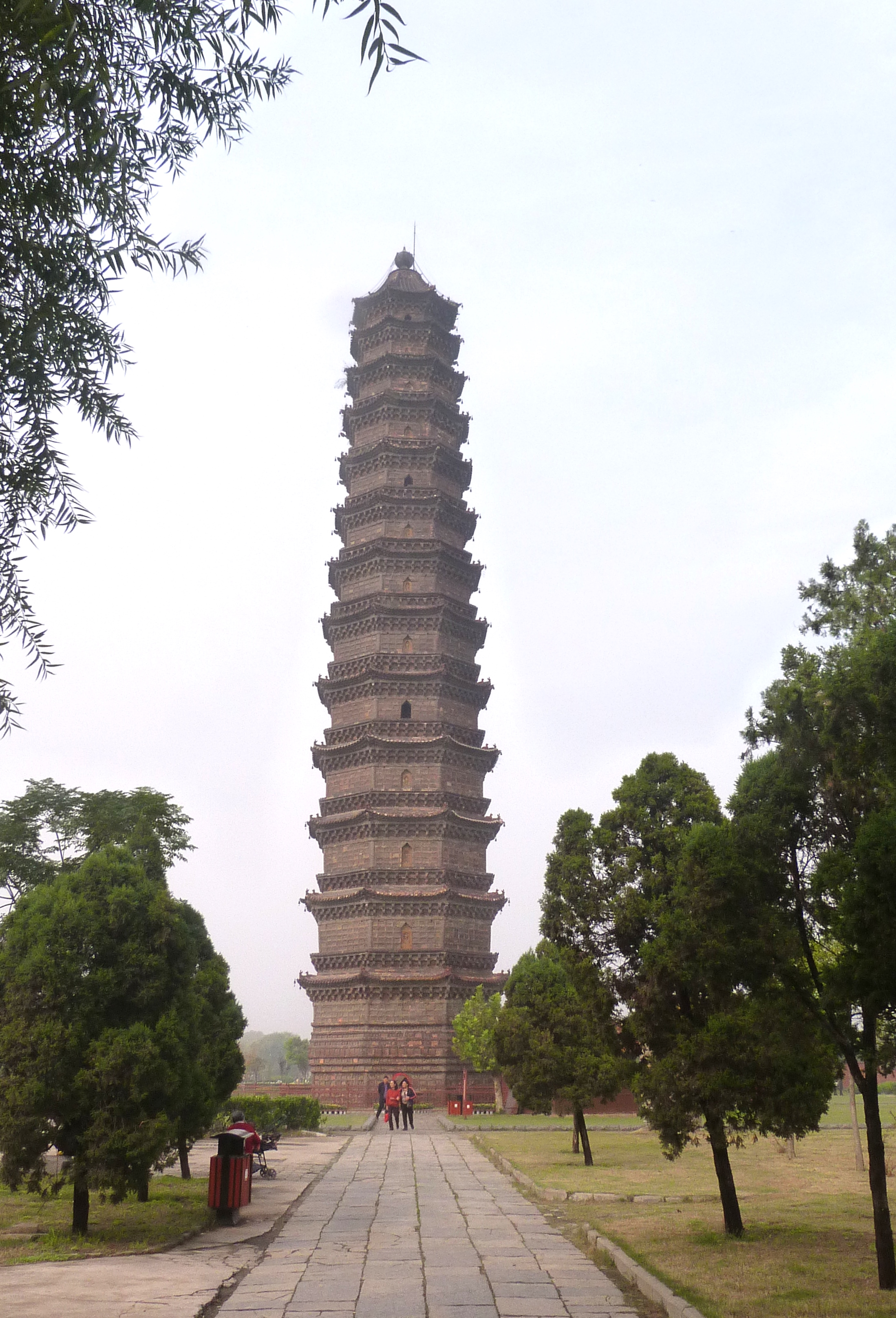
Залізна пагода, Кайфен, Китай, 1049 рік
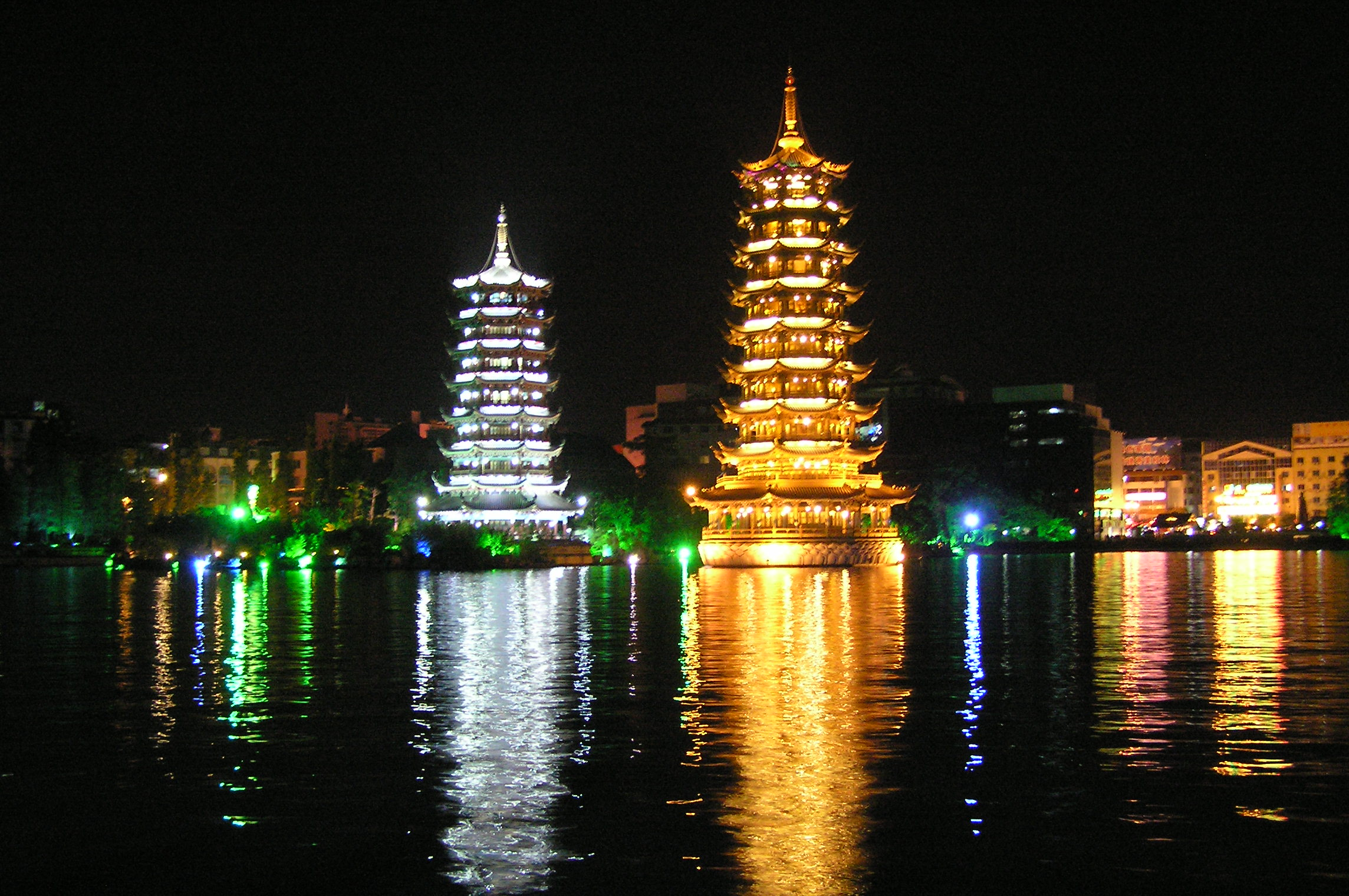
Пагоди на річці Ліцзян, Гуансі (Китай)
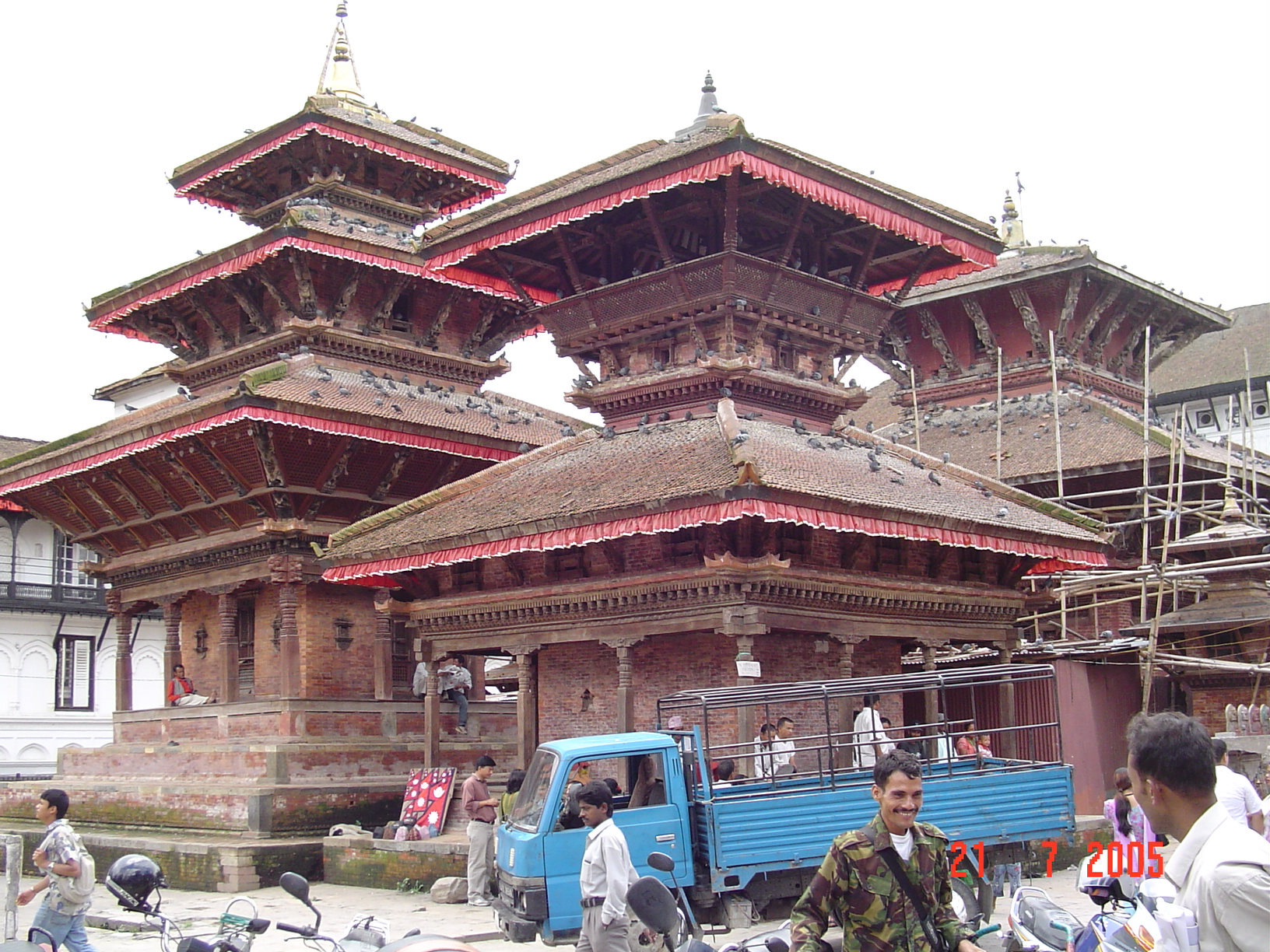
Пагоди у Катманду  на площі Дурбар (Непал)
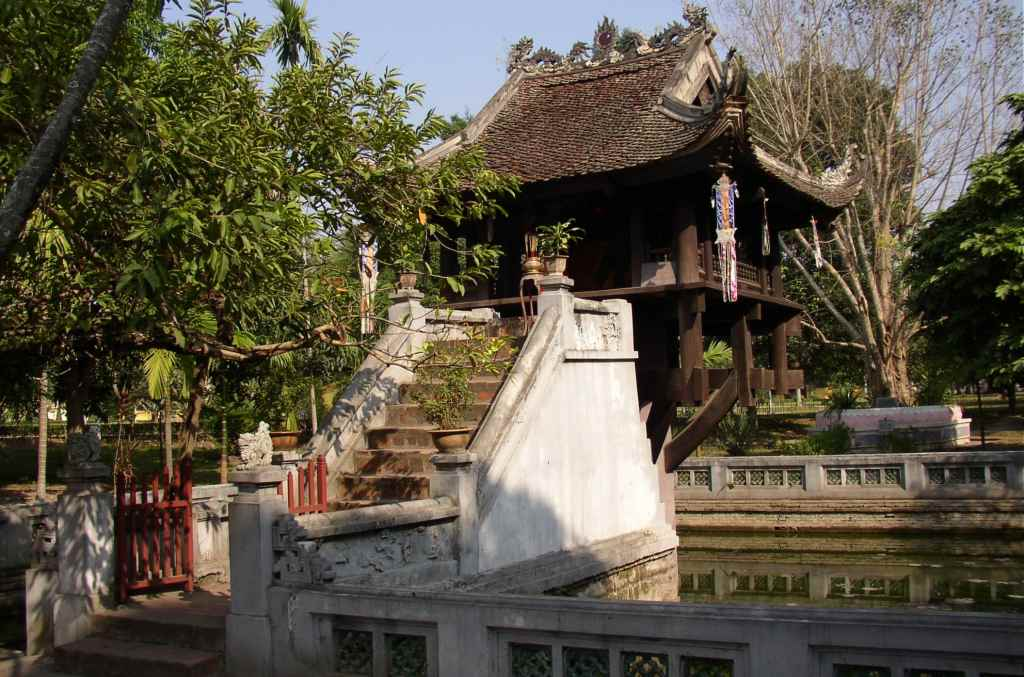
Одноколонна пагода у Ханої (В'єтнам)
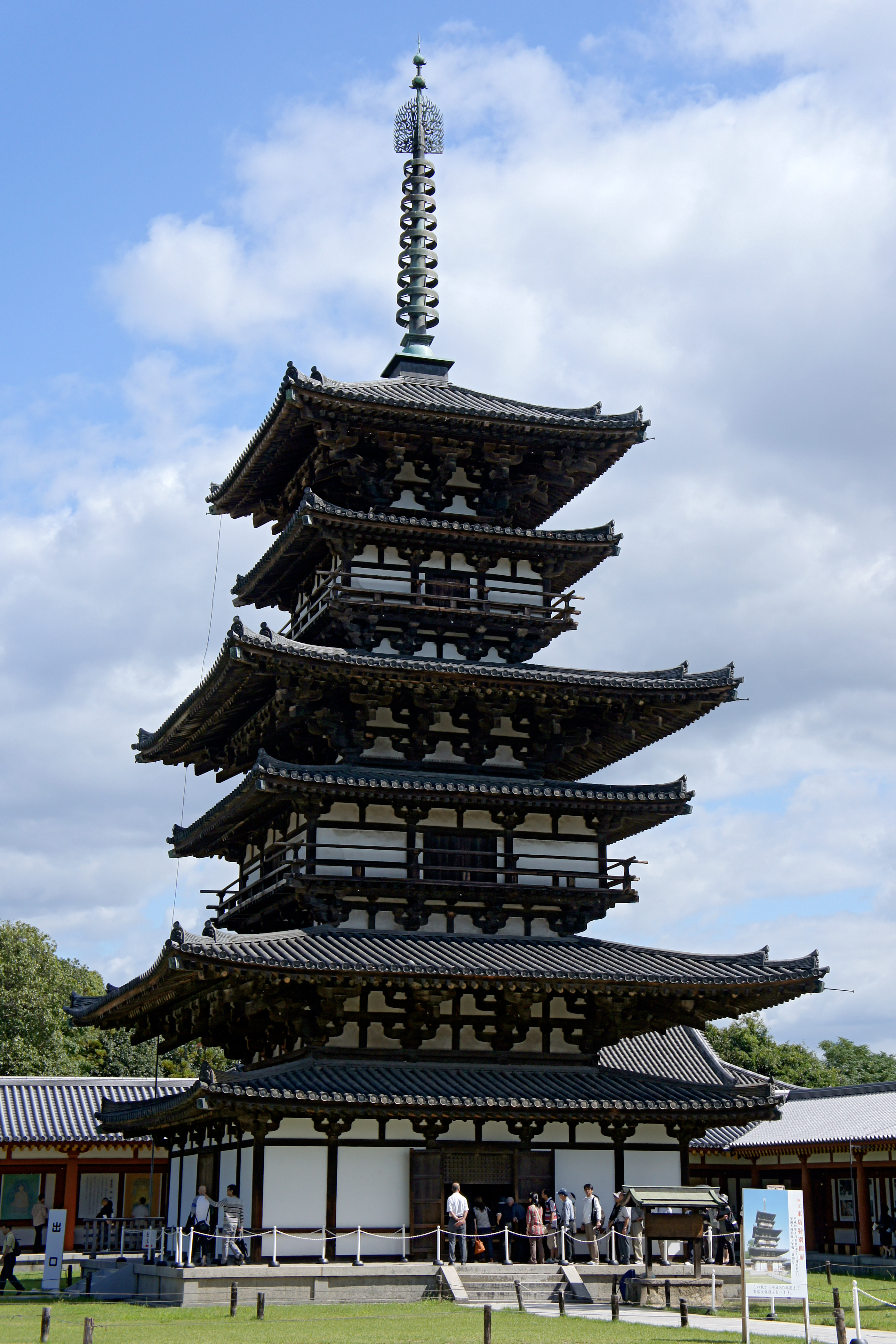
Пагода Якусідзі у Нара (Японія)
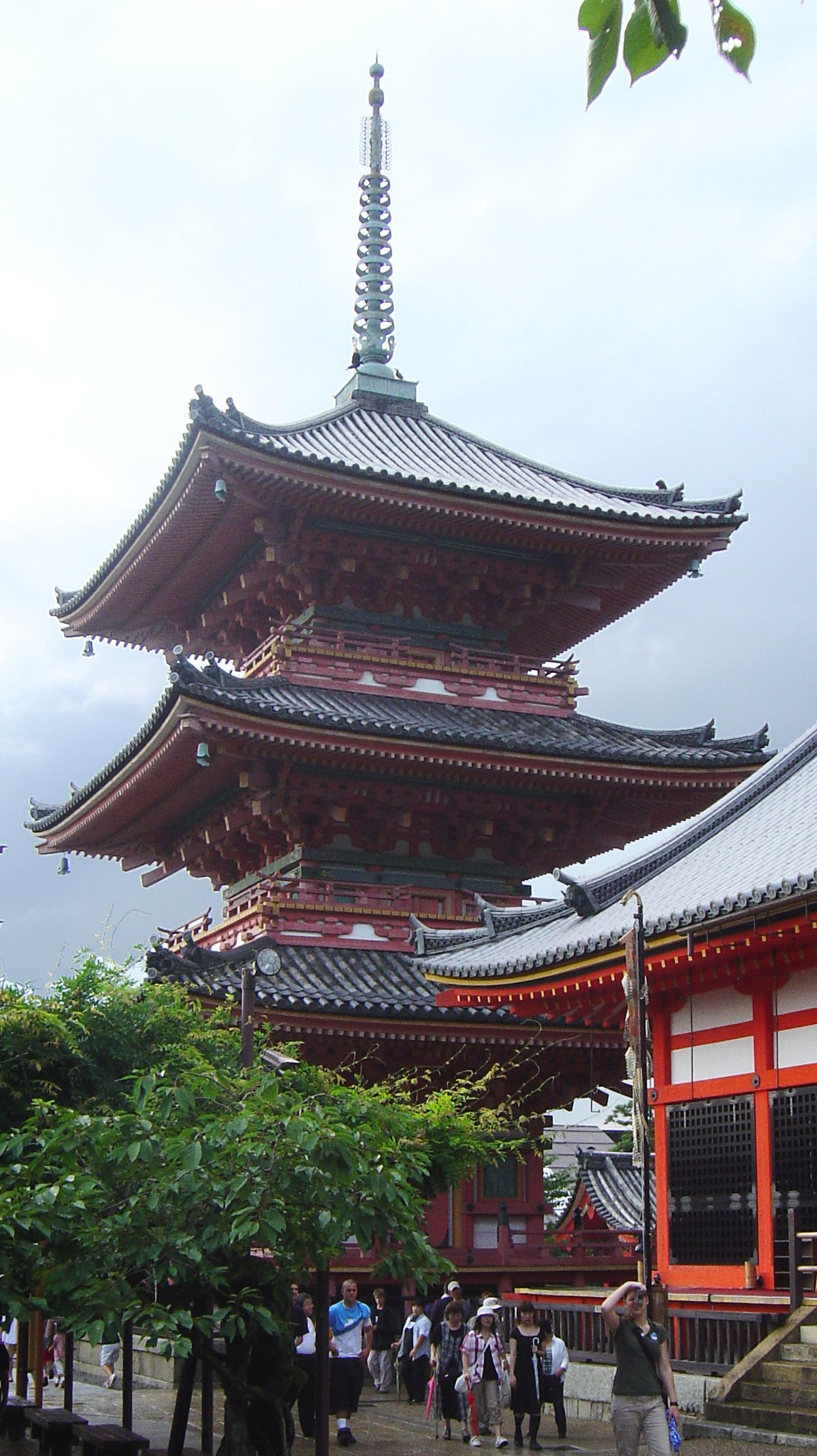
Пагода храму Кійомідзудера у Кіото (Японія)
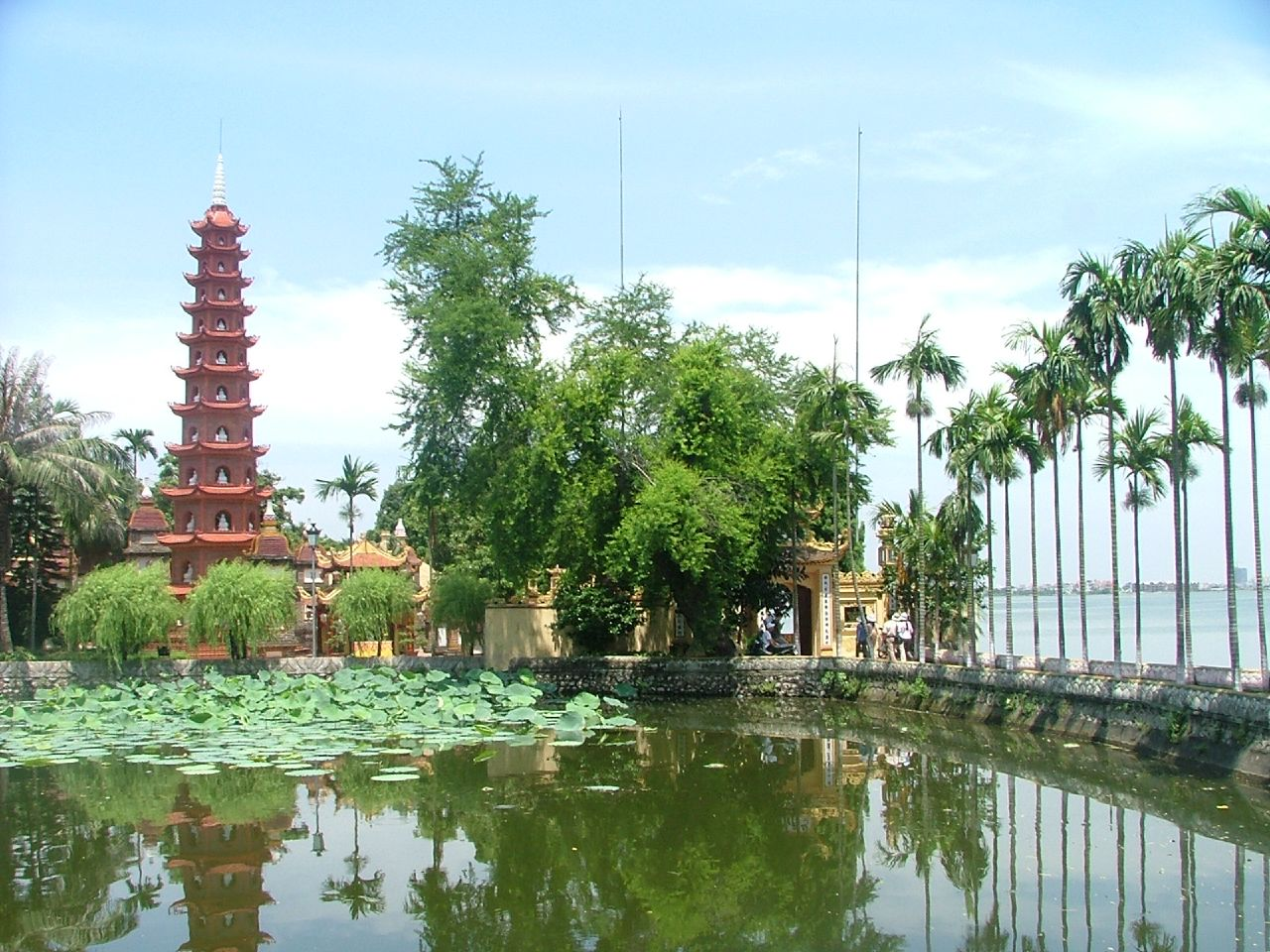
Пагода Чанкуок у Ханої (В'єтнам)
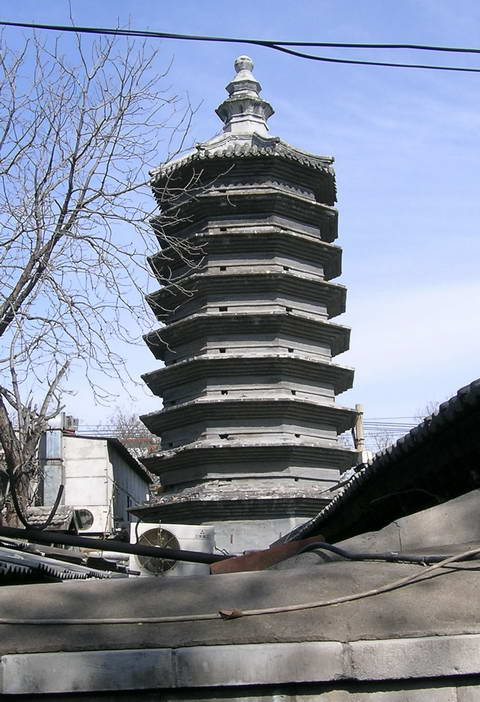
Пагода Вансун в Пекіні (Китай)
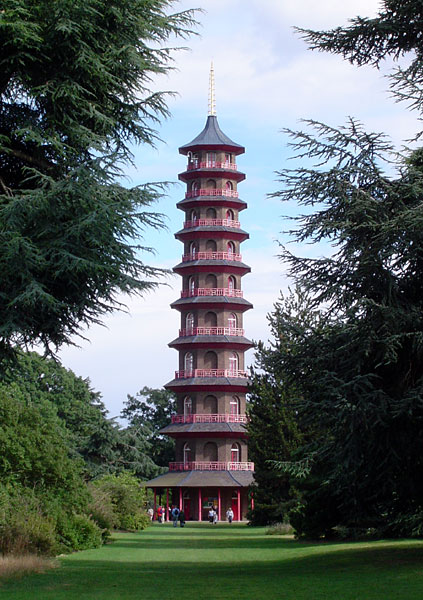
Велика пагода у Королівських ботанічних садах в К'ю (Лондон, Велика Британія, 1761—1762)
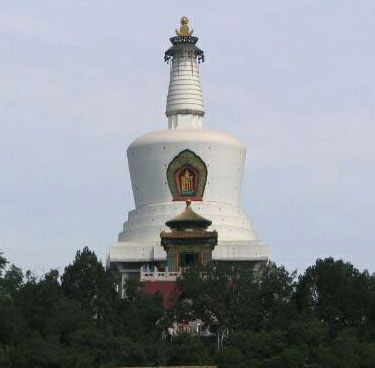
Біла пагода у Пекіні (Китай)
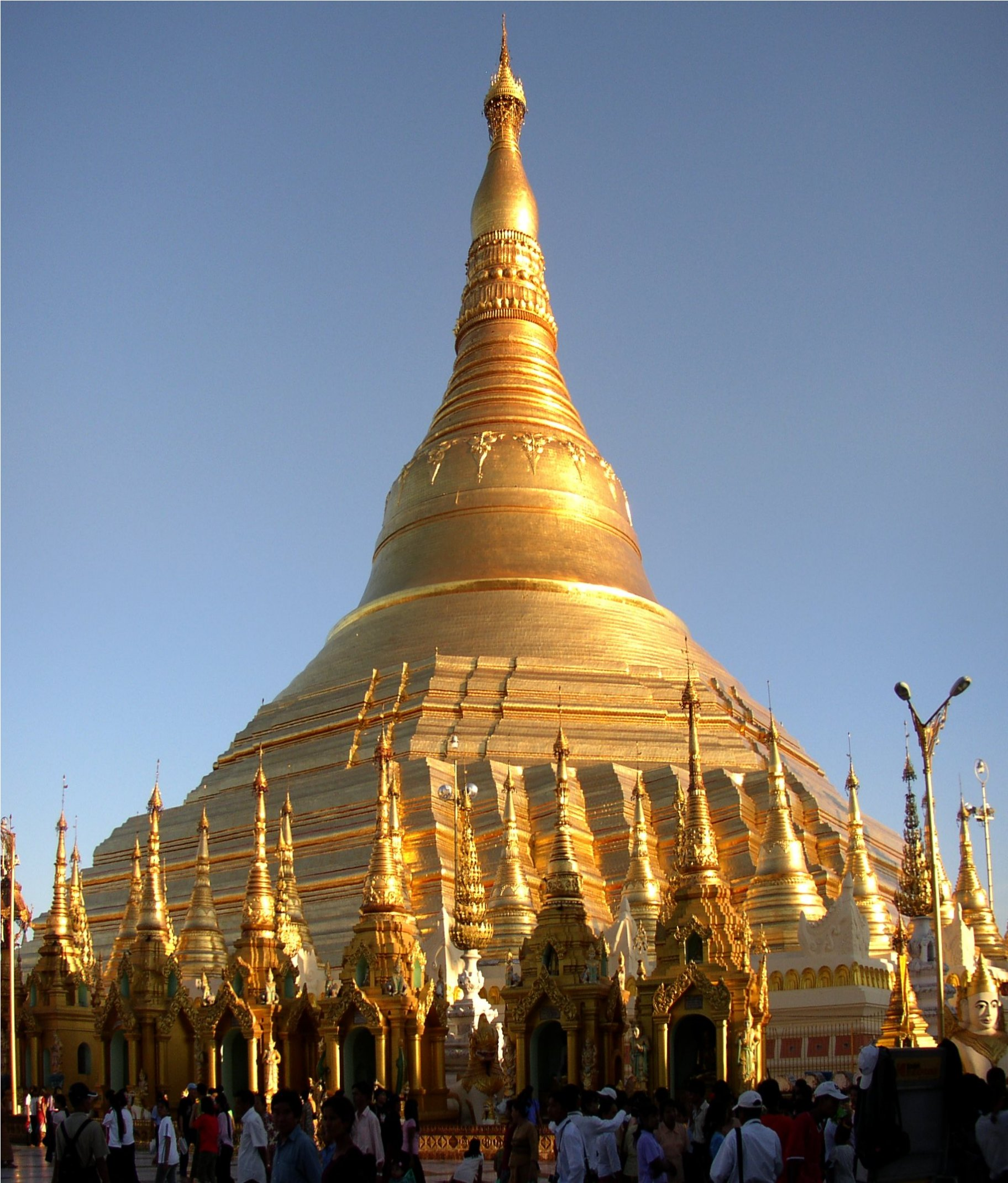
Шведагонська пагода в Рангуні (М'янма)